# Bloc Obrer i Camperol
El Bloc Obrer i Camperol (BOC) fou una organització política catalana d'ideologia comunista, fundada el 1930 a Barcelona com a resultat de la fusió del Partit Comunista Català (PCC) i la Federació Comunista Catalanobalear (FCCB). També incorporà militants valencians de la Federació Comunista de Levante (FCL).
La formació naixia a partir entre altres: de l'oposició de la Tercera Internacional, representada pel Partit Comunista d'Espanya (PCE), de reconèixer la democràcia interna a l'organització espanyola, on era majoritària la Federació Catalano-Balear; del desacord amb la política ambigua i zigzaguejant que havien seguit la primera i la cúpula espanyola de la segona, respecte a la dictadura primoriverista; del desacord respecte a situació, perspectives i tasques al final de l'esmentada dictadura, tant pel que fa a qüestions polítiques i socials, com a la perspectiva sobre la qüestió nacional.
Amb la fusió, els seus principals dirigents passen a ser Joaquim Maurín i Julià (nomenat secretari general) i Jordi Arquer i Saltor; altres militants destacats foren històrics sindicalistes com Daniel Rebull Cabré (David Rey) o Pere Bonet i Cuito, Jaume Miravitlles i Navarra (que poc abans de la Revolució d'Octubre de 1934 passà a ERC), Josep Rovira i Canals, Enric Adroher i Pascual Gironella, Miquel Gayolà, Hilari Arlandis, Víctor Colomer, Llibert Estartús i Vilas, Àngel Estivill, o els dirigents juvenils Germinal Vidal i Wilebaldo Solano.
En els primers anys de la dècada i entorn de la proclamació de la República catalana per Macià, des de les seves primeres actuacions el BOC es proclama separatista, si bé propugna que el seu objectiu final és una federació de repúbliques socialistes ibèriques (formulació pròpia per entendre el leninista dret a l'autodeterminació dels pobles); més destacadament l'altre tret distintiu és l'enderrocament revolucionari del capitalisme (el camí cap a una Segona revolució que proclamava Maurin), l'internacionalisme proletari sense el control del Komintern. Al mateix temps, s'oposaren a l'apoliticisme de la FAI, al control dels sectors aventuristes d'aquesta a la Confederació Nacional del Treball (CNT), a la política social moderada de l'Esquerra Republicana de Catalunya, en l'intent de construir un partit revolucionari del proletariat. La militància procedia, però, majoritàriament de regions rurals dels Països Catalans (Lleida, Girona, alguns pobles del País Valencià) i en menor mesura de centres industrials com Barcelona (on dirigia sindicats com el Mercantil i el Sindicat de la Construcció de la CNT i amb especial incidència en barris com Gràcia) o Terrassa. La influència en la pagesia, enquadrada en organitzacions com la Unió de Rabassaires, la Federació de Treballadors de la Terra o d'altres de menor entitat com la Unió Provincial Agrària, venia del greu conflicte que aquesta patia i que fou un dels elements desencadenants dels fets d'octubre del 34.
En les eleccions del 1931 el BOC va obtenir uns 20.000 vots, i els afiliats arribaren a ser uns 5.000. L'any 1933 va proposar la creació de l'Aliança Obrera i participà en els fets del sis d'octubre del 1934. Sota aquesta bandera d'unitat obrera, de la qual el BOC no volia excloure cap organització i per això establí contactes amb la Unió Socialista de Catalunya, el Partit Català Proletari i les seccions a Catalunya del PSOE i del PCE.
Des de 1933 el BOC va sofrir dues crisis internes. Una l'any 1933 on molts militants del BOC es van incorporar a la secció catalana del PCE, entre ells, Pere Ardiaca, que participaria més endavant en la fundació del Partit Socialista Unificat de Catalunya (1936), el Partit dels i les Comunistes de Catalunya (1982) i el Partit Comunista dels Pobles d'Espanya (1984). I una segona crisis, l'any 1935 amb la formació del POUM, quan un grapat de militants abandonen el partit per incorporar-se a la secció catalana del PCE. S'hi constaten dues tendències: Per una banda, la defensada per la Unió Socialista de Catalunya, el Partit Català Proletari i les seccions catalanes del PSOE i el PCE, més identificada en les polítiques frontpopulistes i reformistes que s'impulsaven des de la Unió Soviètica i que donarà lloc a la constitució del Partit Socialista Unificat de Catalunya (PSUC) l'any 1936; i, per una altra banda, una més identificada amb el marxisme revolucionari i que portarà al Bloc Obrer i Camperol a unir-se amb l'Esquerra Comunista d'Andreu Nin i Pérez el novembre del 1935 per formar el Partit Obrer d'Unificació Marxista (POUM).
Com a òrgans del BOC destacaren el setmanari en castellà La Batalla (1930), l'Hora i Front (1932) de Barcelona, i l'Espurna (1932) i Avant (1932) de les comarques de Girona i Lleida.